# Танака, Тацуя
Тацуя Танака (яп. 田中 達也, род. 27 ноября 1982, Сюнан, Ямагути) — японский футболист.

## Клубная карьера
На протяжении своей футбольной карьеры выступал за клубы «Урава Ред Даймондс» и «Альбирекс Ниигата».

## Карьера в сборной
С 2005 по 2009 год сыграл за национальную сборную Японии 16 матчей, в которых забил 3 гола.

### Статистика за сборную
| Сборная Японии | Сборная Японии | Сборная Японии |
| Год            | Матчи          | Голы           |
| -------------- | -------------- | -------------- |
| 2005           | 2              | 1              |
| 2006           | 4              | 0              |
| 2007           | 2              | 0              |
| 2008           | 4              | 1              |
| 2009           | 4              | 1              |
| Итого          | 16             | 3              |

## Достижения
- Чемпион Джей-лиги: 2006
- Обладатель кубка Императора (2): 2005, 2006
- Обладатель кубка Джей-лиги: 2003